# لاسي لو أهر
لاسي لو أهيرن (بالإنجليزية: Lassie Lou Ahern)‏ (من مواليد 25 يونيو 1920 - 15 فبراير 2018) هي ممثلة أفلام أمريكية. اشتهرت منذ صغرها بتمثيلها دور الطفلة هاري سنة 1927 بالفيلم الصامت كوخ العم توم.

## حياتها
ولدت لاسي في لوس أنجلوس في الولايات المتحدة سنة 1920، وكانت الثالثة في عائلة تضم أربعة أطفال.

## روابط خارجية
- لاسي لو أهر على موقع IMDb (الإنجليزية)
- لاسي لو أهر على موقع روتن توميتوز (الإنجليزية)
- لاسي لو أهر على موقع قاعدة بيانات الفيلم (الإنجليزية)